# ローラ・T92/00
ローラ・T92/00 (Lola T92/00) は、ローラが設計・製造したオープンホイールレーシングカーである。1992年のインディカー・シーズンで使用された。非常に戦闘力が高く、全16戦中10戦で優勝し、開幕戦オーストラリアやノンタイトル戦ナザレスで開催されたマールボロ・チャレンジを含む14回のポールポジションを獲得した。主に800–850 hp (600–630 kW) 発生するフォード・コスワース XBターボエンジンの他に、イルモア-シボレー 265-A V8ターボエンジンやビュイック インディV6ターボエンジンを搭載していた。T92/00を駆ったボビー・レイホールが3度目かつ最後のインディカーチャンピオンを獲得した。
26台製造され、ニューマン・ハース・レーシングが5台所有していた。